# Strukturno kabliranje
Strukturno kabliranje je kablovska infrastruktura u zgradama i naseljima namenjena telekomunikacionim servisima, koja sadrži određeni broj standardizovanih manjih elemenata koje nazivamo podsistemima strukturnog kablovskog sistema.
Strukturno kabliranje možemo podeliti u šest podsistema:
- Ulazna postrojenja, gde se strukturna mreža povezuje sa spoljnim svetom;
- Prostorije sa opremom, u kojima se nalazi korisnička oprema;
- Telekomunikacione sobe, u kojima se nalazi oprema koja povezuje magistralne (Backbone) kablovske sisteme sa horizontalnim kablovskim sistemima;
- Magistralno (Backbone) kabliranje povezuje ulazna postrojenja, prostorije sa opremom i telekomunikacione sobe;
- Horizontalno kabliranje povezuje telekomunikacione sobe i pojedinačne priključnice na spratu;
- Krajnje komponente, koje povezuju krajnjeg korisnika sa priključnicom horizontalnog kablovskog sistema.

Projektovanje i instalacija strukturnog kablovskog sistema je rukovođena setom standarda koji specificiraju kabliranje za glasovne i veze podataka u data centrima, radnim prostorima, stambenim objektima, korišćenjem kablova klasa D, E, F i modularnih priključnica. Američki standardi definišu kategorije kablova 5, 5e, 6, 7 (kategorija 7 još uvek nije zvanično ušla u standard). 
Svi ovi standardi definišu kako povezivati kablove preko završnih priključnica u prespojnim panelima (koji su obično montirani u 19’’ rek) odakle se može izabrati kako upotebiti ovu vezu. Svaka priključnica može biti povezana na port sviča (koji je najčešće u istom reku) ili na panel telefonije, koji predstavlja vezu sa kućnom telefonskom centralom. 
Linije povezane na portove mrežnog sviča zahtevaju prosto prespajanje za sve kablove od sviča do korisničkog računara. Govorne veze ka telefonskoj centrali u nekim zemljama zahtevaju adapter sa 8P8C modularnih konektora na standardnu telefonsku priključnicu. U Srbiji nema potrebe za ovim, jer je RJ 11 priključak kompatibilan sa 8P8C priključnicom.
Standardi kabliranja zahtevaju da svih osam provodnika u kablu bude povezano na jednoj priključnici, odnosno zabranjuju paralelno vođenje podataka i glasa jednim kablom.

## Pogledati standarde:
Evropski
- EN 50173: Information technology - Generic cabling systems
- EN 50174: Information technology - Cabling installation

Međunarodni
- ISO/IEC 11801: Generic Customer Premises Cabling

Američki
- ANSI/TIA/EIA-568-B: Commercial Building Telecommunications Wiring Standard
- ANSI/TIA/EIA-569: Commercial Building Standard for Telecommunications Pathways and Spaces
- ANSI/TIA/EIA-570: Residential and Light Commercial Telecommunications Wiring Standard
- ANSI/TIA/EIA-606: Building Infrastructure Administration Standard
- ANSI/TIA/EIA-607: Grounding and Bonding Requirements